# Schlettwein (Pößneck)
Schlettwein ist ein Ortsteil der Stadt Pößneck im Saale-Orla-Kreis des Thüringer Vogtlandes.

## Geografie
Schlettwein liegt knapp zweieinhalb Kilometer westlich des Pößnecker Ortskerns. Im Westen grenzt die Ortschaft an den Krölpaer Ortsteil Trannroda. Die Bundesstraße 281 tangiert Schlettwein im Südosten. Die Linien 969 und C des Service Stadt Pössneck mobil der KomBus GmbH verbinden den Ort mit der Pößnecker Kernstadt.

## Geschichte
Schlettwein wurde im Dezember 1074 urkundlich ersterwähnt.
Auf die frühe Besiedlung des Ortes deutet ein Fund aus dem Jahr 1958 hin. Seinerzeit wurden drei Bronzetassen aus der Frühbronzezeit zutage gefördert.
Ein von Wassergräben umgebener befestigter Herrensitz befand sich in der Ortsmitte am Platz des späteren Ritterguts. Reste der Anlage sind nicht vorhanden.
Die Dorfkirche Schlettwein wurde 1608 unter Verwendung von Teilen ihres romanischen Vorgängers erbaut.

## Persönlichkeiten
- Boto Märtin (1928–2023), Pflanzenbauwissenschaftler.